# ST 경시청 과학 특수반
《ST 경시청 과학 특수반》(일본어: ST 警視庁科学特捜班 エスティー けいしちょうかがくとくそうはん[*])은 1998년부터 간행되고 있는, 콘노 빈의 경찰 소설 시리즈이다.

## 개요
현대 범죄의 다양성에 대응하기 위해 경시청 과학 수사 연구소에 신설된, 〈ST〉(Scientific Taskforce, 과학 특수반)라 불리는 가공의 조직의 활약을 그린 작품이다.

## 등장인물

### 과학 특수반 (ST)
유리네 토모히사
경부.
아카기 사몬
법의학 담당.
아오야마 쇼
문서 감정 담당.
쿠로사키 유지
제1화학 담당.
야마부키 사이조
제2화학 담당.
유키 미도리
물리학 담당.
키쿠카와 고로
ST와 수사 1과와의 연락 계를 담당하는 형사.

### 과학 특수 연구소
사쿠라바 다이고
소장.
사에구사 토시로
차장.

## 간행 목록
노벨스는 코단샤 노벨스에 의해, 문고는 코단샤 문고에 의해 간행.

### 초기 시리즈
- ST 경시청 과학 특수반 (ISBN 4-06-182010-9, 1998년 3월)
  - 문고판 (ISBN 4-06-273206-8, 2001년 6월)
  - 문고 신장판 (ISBN 978-4-06-277864-0, 2014년 5월)
- ST 경시청 과학 특수반 독물 살인 (ISBN 4-06-182095-8, 1999년 9월)
  - 문고판 (ISBN 4-06-273539-3, 2002년 9월)
  - 문고 신장판 (ISBN 978-4-06-277870-1, 2014년 7월)
- ST 경시청 과학 특수반 검은 모스크바 (ISBN 4-06-182162-8, 2000년 12월)
  - 문고판 (ISBN 4-06-273930-5, 2004년 1월)

### 색 시리즈
- ST 경시청 과학 특수반 청(青)의 수사 파일 (ISBN 4-06-182307-8, 2003년 2월)
  - 문고판 (ISBN 4-06-275398-7, 2006년 5월)
- ST 경시청 과학 특수반 적(赤)의 수사 파일 (ISBN 4-06-182324-8, 2003년 7월)
  - 문고판 (ISBN 4-06-275475-4, 2006년 8월)
- ST 경시청 과학 특수반 황(黄)의 수사 파일 (ISBN 4-06-182350-7, 2004년 1월)
  - 문고판 (ISBN 4-06-275554-8, 2006년 11월)
- ST 경시청 과학 특수반 녹(緑)의 수사 파일 (ISBN 4-06-182415-5, 2005년 1월)
  - 문고판 (ISBN 978-4-06-275645-7, 2007년 2월)
- ST 경시청 과학 특수반 흑(黒)의 수사 파일 (ISBN 4-06-182449-X, 2005년 8월)
  - 문고판 (ISBN 978-4-06-275733-1, 2007년 5월)

### 전설 시리즈
- ST 경시청 과학 특수반 타메토모 전설 살인 파일 (ISBN 4-06-182490-2, 2006년 7월)
  - 문고판 (ISBN 978-4-06-276403-2, 2009년 7월)
- ST 경시청 과학 특수반 모모타로 전설 살인 파일 (ISBN 978-4-06-182575-8, 2007년 12월)
  - 문고판 (ISBN 978-4-06-276818-4, 2010년 11월)
- ST 경시청 과학 특수반 오키노 섬 전설 살인 파일 (ISBN 978-4-06-182757-8, 2010년 12월)
  - 문고판 (ISBN 978-4-06-277526-7, 2013년 6월)

### 그 외
- 화합 (ISBN 978-4-06-216982-0, 2011년 7월, 코단샤[1]） - 젊은 시절의 키쿠카와·사에구사를 그린 작품.
  - 문고판 (ISBN 978-4-06-277798-8, 2014년 6월)

## 텔레비전 드라마

### ST 경시청 과학 특수반
2013년 4월 10일 21:00 ~ 23:08에 닛폰 TV 계열에서 단발 스페셜 드라마로 방송되었다. 주연은 후지와라 타츠야, 오카다 마사키.

#### 캐스트
- 아카기 사몬 - 후지와라 타츠야
- 유리네 토모히사 - 오카다 마사키
- 아오야마 쇼 - 시다 미라이
- 유키 미도리 - 아시나 세이
- 쿠로사키 유지 - 쿠보타 마사타카
- 야마부키 사이조 - 미야케 히로키
- 타카가키 형사 - 유키 쥿타
- 타카나시 반장 - 야마다 메이쿄
- 이케다 소스케 - 하야시 켄토
- 키쿠카와 고로 - 타나카 테츠시
- 사에구사 토시로 - 와타베 아츠로

#### 스태프
- 각본 - 와타나베 유스케
- 연출 - 사토 토야
- 테마 송 - 0.8초와 충격. 〈kama-boko〉
- 오프닝 내레이션 - 카미야 히로시
- 선곡 - 시다 히로히데
- 특수 메이크 - 후지와라 카쿠세이
- 파이팅 코디네이트 - 사사키 슈헤이
- 프로파일링 감수 - 키류 마사유키
- 치프 프로듀스 - 카미쿠라 카츠, 오오히라 후토시
- 프로듀스 - 모리 마사히로, 오노 테츠야
- 제작 저작 - 닛폰 TV

### ST 적과 백의 수사 파일
2014년 7월 16일부터 9월 17일까지 수요일 22:00 ~ 23:00(〈수요 드라마〉 시간대)에 방송되었다. 주연은 후지와라 타츠야, 오카다 마사키. 캐치프레이즈는, 〈불가해한 사건은 두 사람에게 맡겨라! 정반대이니까, 최강의 버디.〉.

#### 캐스트

##### 경시청 과학 특별 수사반 (ST)
- 아카기 사몬 (전문은 법의학·리더) - 후지와라 타츠야
- 유리네 토모히사 (캡) - 오카다 마사키
- 아오야마 쇼 (전문은 범죄 심리학) - 시다 미라이
- 유키 미도리 (전문은 물리) - 아시나 세이
- 쿠로사키 유지 (전문은 화학) - 쿠보타 마사타카
- 야마부키 사이조 (전문은 화학) - 미야케 히로키

##### 경시청 형사부 수사 제1과
- 키쿠카와 고로 (수사관) - 타나카 테츠시
- 츠츠이 모모코 (키쿠카와의 파트너) - 시바모토 유키
- 마키무라 신지 (수사관) - 미카미 켄세이
- 이케다 소스케 (관리관·유리네의 동기) - 하야시 켄토
- 마츠도 시오리 (이사관·ST 감사 역) - 세토 아사카
- 사에구사 토시로 (전 참사관·Cafe'3 점주) - 와타베 아츠로

#### 스태프
- 각본 - 와타나베 유스케, 미나즈키 토모코, 마노 카츠나리, 오오구치 유키코, 후카사와 마사키, 오이카와 마미, 나츠카와 토모코
- 음악 - 키무라 히데아키라
- 연출 - 사토 토야, 나가누마 마코토, 야마시타 마나미
- 주제가 - 펑키 카토 〈태양〉 (DREAMUSIC)
- 특수 메이크 - 마츠이 유이치
- 액션 코디네이트 - FC 플랜
- 치프 프로듀스 - 이토 히비키
- 프로듀스 - 모리 마사히로
- 협력 프로듀스 - 요시카와 에미코, 시게야마 요시노리
- 제작 저작 - 닛폰 TV

#### 방송 일자
| 각 화                                                       | 방송일          | 부제                                                                                                 | 각본                            | 연출            | 시청률 |
| ----------------------------------------------------------- | --------------- | --- | ------------------------------- | --------------- | ------ |
| 제1화                                                       | 2014년 7월 16일 | 거만한 형사와 약한 경부가 어려운 사건을 싹 해결! 최고의 파트너 형사 드라마 탄생                      | 와타나베 유스케                 | 사토 토야       | 13.6%  |
| 제2화                                                       | 7월 23일        | 파트너 형사가 비열한 범죄를 좇다! 대호평의 신 버디가 오늘밤도 어려운 사건을 싹 해결!                 | 와타나베 유스케                 | 사토 토야       | 11.4%  |
| 제3화                                                       | 7월 30일        | 다가오는 불꽃에 미녀의 비명·연속 방화 사건에 감춰진 수수께끼를 좇아라! 파트너 형사가 사건에 도전하다 | 미나즈키 토모코 와타나베 유스케 | 사토 토야       | 13.1%  |
| 제4화                                                       | 8월 6일         | 수수께끼의 집단 자살에 숨겨진 욕망의 덫· 슬픈 남자와 여자의 비극을 천재 아카기 사몬이 풀다!          | 마노 카츠나리                   | 사토 토야       | 12.6%  |
| 제5화                                                       | 8월 13일        | 한여름밤의 심령 스폿의 수수께끼· 어둠에 미녀의 비명이 울리다! 증인 전원의 거짓말을 파헤쳐라!         | 오오구치 유키코                 | 나가누마 마코토 | 9.8%   |
| 제6화                                                       | 8월 20일        | 여의사 감금의 뒤에 의료 미스의 비밀! 천재 아카기 사몬의 숨겨진 과거가 오늘밤 명백히                  | 후카사와 마사키                 | 나가누마 마코토 | 9.5%   |
| 제7화                                                       | 8월 27일        | 천재·아카기 사몬이 밀실 살인의 수수께끼를 파헤쳐 전원에게 동기 있음· 죽은 사람의 메시지를 풀어라     | 후카사와 마사키 오이카와 마미   | 나가누마 마코토 | 9.9%   |
| 제8화                                                       | 9월 3일         | 어머니의 슬픔이 연주하는 죽음의 자장가· 천재 아카기 사몬VS범죄 심리학의 권위 궁극의 대결!            | 나츠카와 토모코                 | 야마시타 마나미 | 8.9%   |
| 제9화                                                       | 9월 10일        | 마침내 대단원 시리즈 최대의 어려운 사건에 ST 절체절명· 모모타로의 수수께끼를 풀어라!                 | 와타나베 유스케                 | 사토 토야       | 11.4%  |
| 최종화                                                      | 9월 17일        | 마침내 최종회 시리즈 최대의 어려운 사건 모모타로의 수수께끼 오늘밤 완결! 흑막의 정체는?              | 와타나베 유스케                 | 나가누마 마코토 | 12.2%  |
| 평균 시청률 11.3% (시청률은 칸토 지구·비디오 리서치사 조사) |                 | |                                 |                 |        |

- 첫회·최종회는 10분 확대 (22:00 ~ 23:10).

## 영화
2015년 1월 10일에, 일본에서 전국 토호 계열로 공개되었다.

### 캐스트
- 아카기 사몬 - 후지와라 타츠야
- 유리네 토모히사 - 오카다 마사키
- 아오야마 쇼 - 시다 미라이
- 유키 미도리 - 아시나 세이
- 쿠로사키 유지 - 쿠보타 마사타카
- 야마부키 사이조 - 미야케 히로키
- 키쿠카와 고로 - 타나카 테츠시
- 츠츠이 모모코 - 시바모토 유키
- 마키무라 신지 - 미카미 켄세이
- 이케다 소스케 - 하야시 켄토
- 마츠도 시오리 - 세토 아사카
- 사에구사 토시로 - 와타베 아츠로

#### 게스트
- 카부라기 토오루 - 유스케 산타마리아
- 도지마 나오미 - 아다치 유미
- 도지마 츠바키 - 스즈키 리오

### 스태프
- 각본 - 와타나베 유스케
- 감독 - 사토 토야
- 음악 - 키무라 히데아키라
- 주제가 - 펑키 카토 〈태양〉 (DREAMUSIC)
- 제작 간사 - 닛폰 TV
- 제작 프로덕션 - 닛테레 AX-ON
- 배급 - 토호